# سیدر کرست (اکلاهما)
سیدر کرست(به انگلیسی: Cedar Crest) شهری در ایالت اکلاهما کشور ایالات متحده آمریکا است که جمعیت آن در سرشماری سال ۲۰۱۰ میلادی، ۳۱۲ نفر بوده‌است.